# Olha Schurawljowa

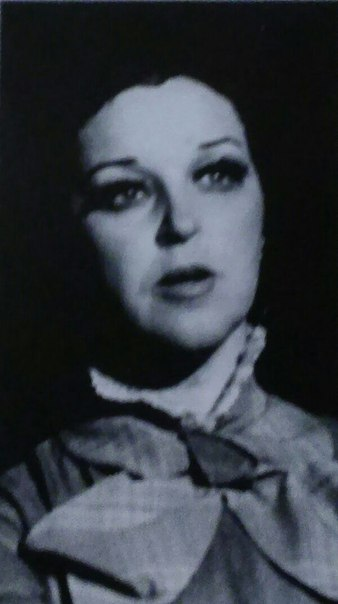
Olha Schurawljowa

Olha Jewheniwna Schurawljowa (ukrainisch Ольга Євгенівна Журавльова, * 2. März 1936 in Konotop, Oblast Tschernihiw, USSR) ist eine ukrainische Schauspielerin und Dichterin.

## Biografie
1959 schloss sie die Kiewer Nationale Universität für Theater ab. Sie arbeitete in den Dramatheatern in Riwne, Tscherkassy und Luzk. Von 1971 bis 1996 war sie Schauspielerin am Marija-Sankowezka-Theater in Lwiw, wo sie hauptsächlich in lyrischen Dramen auftrat. 1982 wurde ihr die Auszeichnung Verdiente Künstlerin der USSR verliehen. 2003 veröffentlichte sie ihre Poesiesammlung Serno prawdy (Ein Körnchen Wahrheit).
Schurawljowa ist Mitglied im Nationalen Schriftstellerverband der Ukraine.
Zu ihren wichtigsten Schauspielrollen gehörten die Titelrollen in Die Zigeunerin Asa und Marussja Bohuslawka von Mychajlo Staryzkyj, Sofija und Natascha in Bestalanna und Sujeta von Iwan Karpenko-Karyj, Tetjana in Sonntagfrüh sammelte sie Kräuter von Olha Kobyljanska, Terpylycha in Natalka Poltawka und Louise in Kabale und Liebe.